# متحف صرح الشهيد
صرح الشهيد تحفة حضارية ومتحف وطني يسجل مراحل تاريخ الأردن الحديث أقيم تخليدا لذكرى الشهداء الذين ضحوا بأنفسهم دفاعا عن الوطن وأهله، وفيه معروضات تتحدث عن تاريخ القوات المسلحة الأردنية منذ الثورة العربية الكبرى وحتى أيامنا الحاضرة عبر معروضات من الأسلحة والعتاد واللباس، ويقع في منطقة المدينة الرياضية.

## موقعه
تحتضن عمّان في قلبها ربوة عالية ومشرفة يتربع على قمتها (صرح الشهيد) وهو سجل مصور ومجسم لتاريخ الأردن وأحد أبرز المعالم الثقافية والوطنية في المملكة. ويعتبر الصرح تحفة معمارية وحضارية متميزة وتحيط به الأشجار وهو يروي مسيرة تطور الأردن عبر 85 عاما هي عمر المملكة الأردنية الهاشمية.

## زواره
حوالي 70 ألف زائر من مختلف دول العالم يأمون صرح الشهيد سنويا من بينهم ملوك ورؤساء الدول وكبار المسؤولين المدنيين والعسكريين العرب والأجانب الذين زاروا الأردن إضافة إلى طلبة الجامعات والمدارس والمواطنين.. والصرح يستقبل زواره يوميا من الساعة الثامنة صباحا إلى الرابعة من بعد الظهر باستثناء أيام الجمعة والأعياد والعطل الرسمية. ويضم الصرح ثلاثة أجنحة رئيسية تحكي قصة الثورة العربية الكبرى وتأسيس الجيش الأردني واستقلال المملكة والتطور العسكري للقوات المسلحة وأهم الأحداث السياسية والعسكرية خصوصا المعارك التي خاضها الجيش العربي. وصرح الشهيد يجسد فخر الأردن وقواته المسلحة بما قدمه أبناؤها من تضحيات عبر مراحل تاريخ وطنهم منذ إعلان الثورة العربية الكبرى عام 1916 وحتى الآن.

## شهداء الأردن
والأردن يعتز بشهدائه تكريما لهم لأنهم ليسوا مجرد جنود قضوا في معارك الوطن بل يعبرهم من خيرة أبنائه الذين بذلوا دماءهم وأرواحهم حفاظا على حرية وطنهم وسيادته واستقلاله. وصرح الشهيد معلم وطني وحضاري يمثل الإعتزاز بمآثر الآباء والأجداد وبخاصة الشهداء الذين سطروا اسم بلدهم في سجل الشرف والجهاد. وقد جاء إنشاء الصرح تقديرا لتضحيات الشهداء وتجسيدا لاعتزاز الأردن كله بهم وقد تم افتتاح المبنى بصورة رسمية في 25 يوليو عام 1977 ضمن احتفالات المملكة باليوبيل الفضي لجلوس الملك الحسين بن طلال على العرش.

## الصرح
أُنجز تصميم المبنى وتنفيذه بخبرات ومهارات أردنية، إذ وضع تصميمه أحد المهندسين العسكريين المبدعين وشيده رجال سلاح الهندسة الملكي بالتعاون مع شركات وطنية.
الساحة الأمامية : تستقبل الزوار ساحة أمامية تحيطها الاشجار وتعرض فيها آليات عسكرية ومدافع وأسلحة شاركت في المعارك التي خاضها الجيش الأردني دفاعا عن فلسطين وقضايا الأمة العربية.
الساحة الخلفية : وفي ساحة خلفية للصرح تربض طائرة حربية من طراز هوكر هنتر تابعة لسلاح الجو الملكي الأردني شاركت في معركة السموع عام 1966 وكان يقودها آنذاك النقيب الطيار إحسان شردم وأسقط بها طائرتين مقاتلتين إسرائيليتين. ويلفت انتباه زوار المبنى شكله الخماسي وتزين الجزء العلوي من جدرانه الخارجية من الجهات الاربع آيات قرآنية كريمة كتبت بماء الذهب تمجد الشهداء وتحث على الشهادة في سبيل الله والوطن.

## الأجنحة
ويدخل الزوار إلى الصرح من بوابة كبيرة تفضي إلى قاعة واسعة ليشاهدوا محتويات (صرح الشهيد) عن طريق الصعود التدريجي. وتتوزع محتويات الصرح مرتبة بأناقة ظاهرة على ثلاثة أجنحة رئيسية:

### الجناح الأول
يحتوي أولها على وثائق وأسلحة ومعدات وصور ومهمات تتعلق بالثورة العربية الكبرى التي انطلقت في 10 يونيو عام 1916 بقيادة الشريف الحسين بن علي من أجل استقلال ووحدة العرب وتحريرهم من الحكم العثماني والتصدي لمحاولة التتريك وطمس هويتهم القومية والثقافية. وفي هذا الجناح 14 خزانة من أهم محتوياتها المنشور الأول للثورة الذي وجهه الشريف الحسين بن علي إلى المسلمين كافة موضحا فيه أسباب الثورة وأهدافها وسجل للمعارك التي خاضتها قواتها والمناطق التي حررتها ونتائج الثورة إضافة إلى بعض الأدوات الشخصية التي استخدمها الشريف الحسين بن علي.

### الجناح الثاني
ويواصل زوار الصرح صعودهم ليصلوا إلى الجناح الثاني الذي تروي محتوياته مراحل مسيرة تأسيس إمارة شرق الأردن في عام 1921 وبناء نواة الجيش العربي في عهد الملك المؤسس عبد الله الأول بن الحسين. كما تضم محتويات الصرح مقتنيات تعود إلى مرحلة استقلال الإمارة وقيام المملكة الأردنية الهاشمية واستقلالها عام 1946 وهنا يشاهدون خزائن تضم محتويات الجناح التي تجسد تاريخ تأسيس الإمارة والأحداث السياسية والعسكرية وتحكي قصة إنشاء وتطور الجيش ودوره في الحرب العربية الإسرائيلية الأولى عام 1948 وصموده على أسوار القدس وتضحياته في مختلف مناطق فلسطين أثناء المعارك التي خاضوها وابرزها معارك القدس واللطرون وباب الواد في الضفة الغربية.

### الجناح الثالث
وتتوالى رحلة الصعود وصولا إلى الجناح الثالث لمشاهدة محتويات 20 خزانة تجسد أبرز محطات المرحلة الجديدة التي دخلها الأردن في عهد الملك الحسين بن طلال وحرصه على بناء وتطوير القوات المسلحة التي بدأها بتعريب قيادة الجيش وإقصاء الجنرال جون غلوب باشا البريطاني عن رئاسة أركان الجيش في مطلع شهر آذار عام 1956. وتسرد معروضات هذا الجناح مراحل تطور القوات المسلحة الأردنية وصنوف أسلحتها المختلفة ودور الجيش العربي في الصراع العربي الإسرائيلي في حرب 1967 وفي معركة الكرامة عام 1968 والمشاركة في المعارك مع الأشقاء السوريين في هضبة الجولان العربية في حرب أكتوبر 1973. وتعرض خزائن أخرى مقتنيات شخصية للملك الحسين تتراوح ما بين ملابس عسكرية ومدنية وأسلحة شخصية وأدوات خاصة.

### الساحة العلوية
تنتهي رحلة الزائرين إلى الساحة العلوية التي تضم حديقة فيها (شجرة الحياة) وهي شجرة الزيتون التي اتخذت رمزا لصرح الشهيد باعتبارها شجرة مباركة ذكرت في القرآن الكريم وترمز إلى السلام والخلود ويسقيها الملك عبد الله الثاني بن الحسين بيده مرة واحدة في العاشر من شهر حزيران كل عام احتفاء بذكرى الثورة العربية الكبرى ويوم الجيش. وتتزين الساحة العلوية للصرح بأسماء الشهداء مكتوبة بماء الذهب تخليدا لبطولاتهم وتضحياتهم وعرفانا من القوات المسلحة وقيادتها العليا لأهل الشهداء وذويهم والوحدات العسكرية التي كانوا ينتمون إليها قبل استشهادهم.

## الرئيسة الفخرية
ويشعر الزائر بمدى الحرص والوعي في اختيار ألوان النباتات والأزهار المزروعة في الحديقة وألوان رخام الساحة التي تُشكِّل معا ألوان العلم الأردني وهي الأحمر والأخضر والأبيض والأسود فيما علّقت على الواجهة الأمامية للساحة شعارات بعض التشكيلات والوحدات العسكرية التي خاضت معارك الجيش العربي مع إسرائيل. وتعد الحكومة حاليا لتنفيذ مشروع لتطوير الصرح تشرف عليه الأميرة ثروت الحسن
الرئيسة الفخرية للجنة التنفيذية لتطوير صرح الشهيد ويتضمن استكمال الحدائق المحيطة به ومدخله الاحتفالي والمدخل البديل وأعمال الزراعة والمبنى الإداري وتحديث مبنى الصرح الرئيسي وإكمال مبنى المتحف العسكري.